# Hiroshima Toyo Carp
Gli Hiroshima Toyo Carp (広島東洋カープ?, Hiroshima Tōyō Kāpu) sono una squadra professionistica giapponese di baseball con sede a Hiroshima, Honshū. Militano nella Central League della Nippon Professional Baseball e giocano le partite casalinghe al Mazda Stadium.
Hanno vinto il titolo di campioni assoluti della NPB per tre volte (1979, 1980 e 1984) e il titolo della Central League per nove (1975, 1979, 1980, 1984, 1986, 1991, 2016, 2017 e 2018).
La squadra fu fondata nel dicembre 1949 come Hiroshima Carp, ed assunse la denominazione odierna nel 1968 quando l'azienda Toyo Kogyo, l'odierna Mazda, divenne lo sponsor principale.

## Allenatori
- Shuichi Ishimoto (石本秀一, 1950-1953)
- Katsumi Shiraishi (白石勝巳, 1953-1960)
- Masato Monzen (門前眞佐人, 1961-1962)
- Katsumi Shiraishi (1963-1965)
- Ryohei Hasegawa (長谷川良平, 1965-1967)
- Rikuo Nemoto (根本陸夫, 1968-1972)
- Kaoru Betto (別当薫, 1973)
- Katsuya Morinaga (森永勝也, 1974)
- Joe Lutz (1975)
- Takeshi Koba (古葉竹識, 1975–1985)
- Junro Anan (阿南準郎, 1986–1988)
- Kōji Yamamoto (山本浩二, 1989–1993)
- Toshiyuki Mimura (三村敏之, 1994–1998)
- Mitsuo Tatsukawa (達川光男, 1999–2000)
- Kōji Yamamoto (2001-2005)
- Marty Brown (2006-2009)
- Kenjiro Nomura (野村謙二郎, 2010–)

## Giocatore
- Kenta Maeda (前田健太, 2007-)

### Ex giocatore

#### Membri della Baseball Hall of Fame (lista parziale)
- Katsumi Shiraishi (白石勝巳, 1950-1956)
- Ryohei Hasegawa (長谷川良平, 1950-1963)
- Yoshiro Sotokoba (外木場義郎, 1965-1979)
- Sachio Kinugasa (衣笠祥雄, 1965-1987)
- Kōji Yamamoto (山本浩二, 1969–1986)
- Manabu Kitabeppu (北別府学, 1976-1994)
- Yutaka Ohno (大野豊, 1977-1998)

#### Altro
- Tomonori Maeda (前田智徳, 1990–2013)
- Tomoaki Kanemoto (金本知憲, 1992–2002)
- Colby Lewis (2008-2009)